# Den olympiska elden

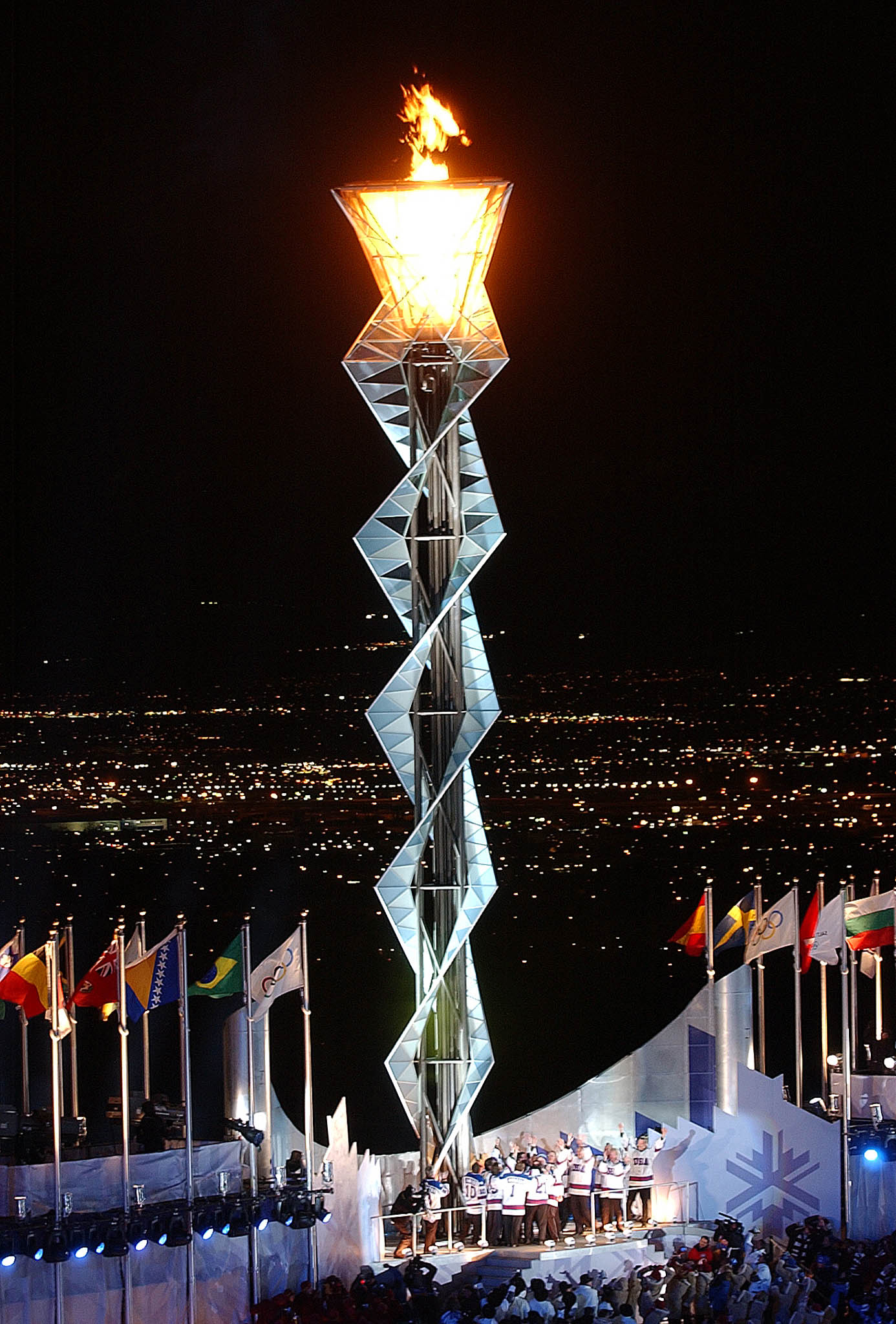
Olympiska elden vid Olympiska vinterspelen 2002 i Salt Lake City.

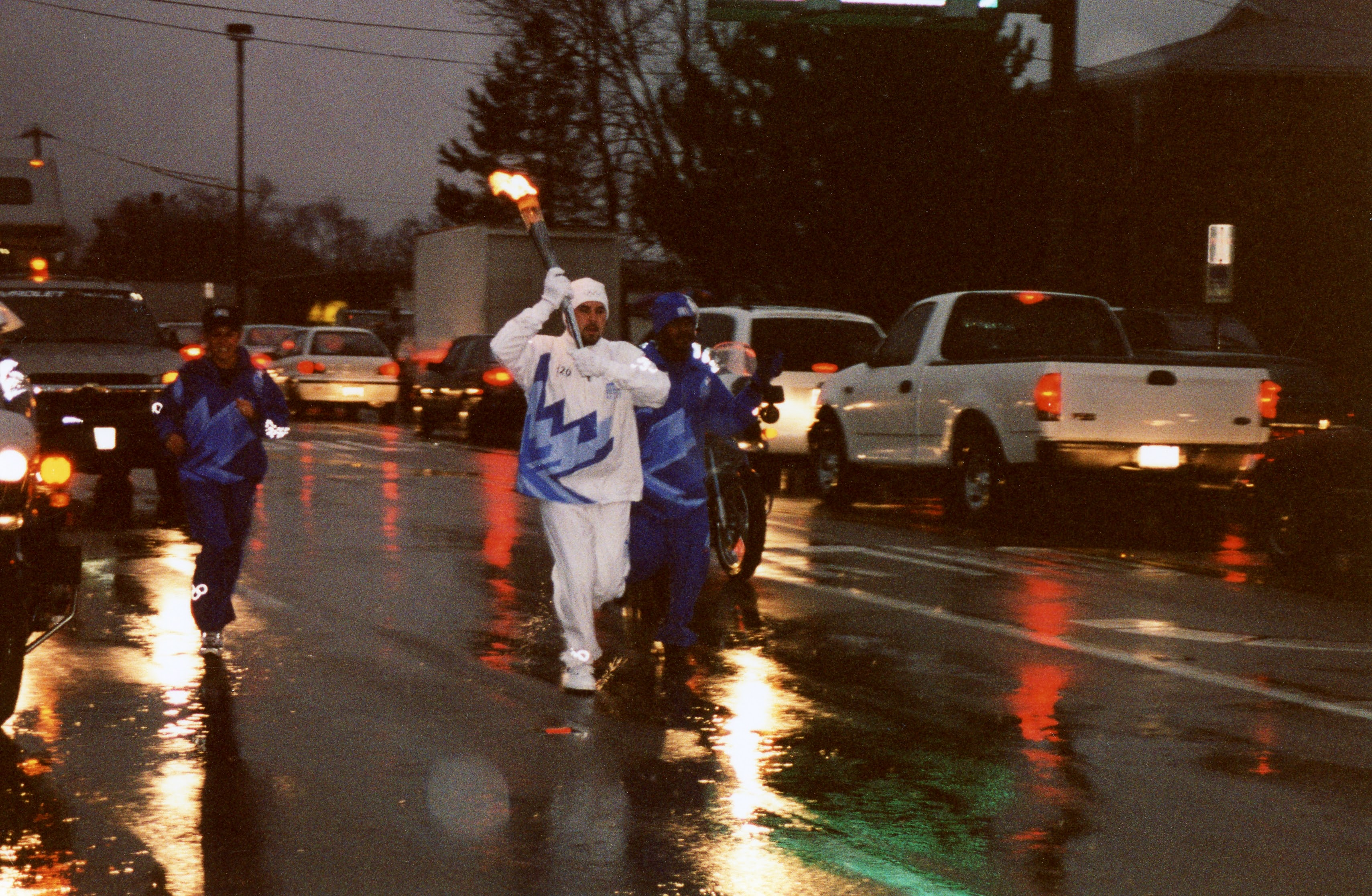
College Hill, Ohio, USA den 17 december 2001. OS-facklan transporteras här via stafettlöpning inför Olympiska vinterspelen 2002.

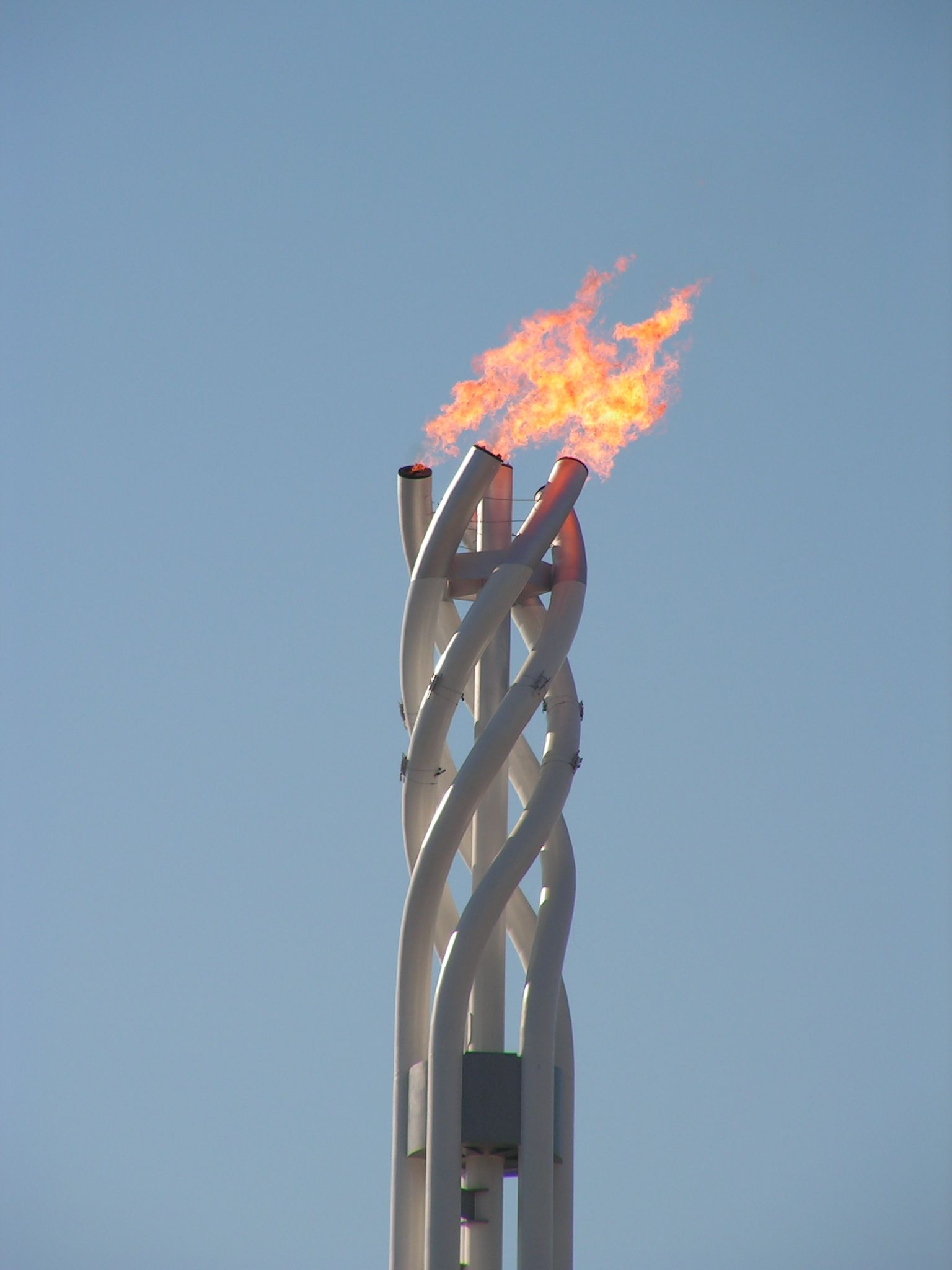
OS- elden i Turin 2006

Den olympiska elden, OS-elden, är en av de viktigaste symbolerna för de olympiska spelen.
I antikens Grekland representerade elden kontakt med gudarna. Enligt grekisk mytologi fick människorna eld först sedan Prometheus stulit den från gudarna för att ge den till människorna. Då Zeus fick reda på detta blev han arg och straffade både människorna och Prometheus. För att hedra gudarna brann det alltid en eld på Hestias altare i Olympia.

## De moderna olympiska spelen
I de moderna olympiska spelen tänds den olympiska elden i mars några månader innan spelen börjar.
Då skickas facklan till Olympia och börjar sin tur. En fackla placeras invid en parabolisk spegel som med hjälp av solen tänder elden. Elden infördes i de olympiska sommarspelen 1928 i Amsterdam. En arkitekt kom på idén med att ha en eld som skulle brinna medan spelen pågår.
Sedan Olympiska spelen i Berlin 1936 färdas elden från Olympia till OS-stadion med en stafett, vilket ursprungligen var ett påhitt av Carl Diem som var ordförande i Tysklands olympiska kommitté 1936. Idén gavs klartecken av den tyska propagandaministern Joseph Goebbels. I Grekland, Jugoslavien och Tjeckoslovakien förekom det därför protester när elden fördes genom de länderna och i Prag släckte demonstranter facklan.
Under Olympiska spelen i Mexico City 1968 blev Enriqueta Basilio historisk när hon som första kvinna tände den olympiska elden.
Nästa gång elden släcktes var inför OS 1992 i Barcelona då tyska studenter i Köln hällde vatten över facklan i protest mot dess nazistiska ursprung. Inför Peking-OS 2008 tvingades organisatörerna att släcka facklan och avbryta stafetten när den passerade i Paris på grund av omfattande demonstrationer, den här gången mot att Kina arrangerar spelen.
På senare år har det blivit tradition att kända idrottare eller före detta idrottare springer den sista sträckan i stafetten och sedan tänder elden på stadion. Den förste kände idrottsman som tänt elden var Paavo Nurmi (1952). Andra som tänt elden är fotbollsspelaren Michel Platini (1992), tungviktsboxaren Muhammad Ali (1996) och friidrottaren Cathy Freeman (2000).

## Facklans färder

### Sommar-OS
| OS-ort                     | Dagar | Total längd (i kilometer) | Totalt antal fackelbärare | Rutt | Sista fackelbäraren                               | Noter |
| -------------------------- | ----- | ------------------------- | ------------------------- | --- | ------------------------------------------------- | ----- |
| Berlin 1936                | 8     | 3 422                     | 3 422                     | Olympia • Aten • Thessaloniki • Sofia • Belgrad • Budapest • Wien • Prag • Dresden • Berlin |                                                   |       |
| London 1948                | 13    | 7 870                     | 3 372                     | Olympia – Korfu (Grekland) (med båt) Bari – Milano (Italien) – Lausanne – Genève (Schweiz) – Besançon – Metz (Frankrike) – Luxemburg (Luxemburg) – Bryssel (Belgien) – Lille – Calais (Frankrike) – Dover – London (Storbritannien) |                                                   |       |
| Helsingfors 1952           | 20    | 3 365                     | 1 416                     | Olympia - Aten (Grekland) (med flygplan) Ålborg - Odense - Köpenhamn (Danmark) (med båt) Malmö - Göteborg - Stockholm (Sverige) - Torneå - Helsingfors (Finland). En andra eld tändes i Pallastunturi (Finland) och följde med den andra i Torneå | Paavo Nurmi                                       | [ 4 ] |
| Melbourne 1956             | 21    | 20 470                    | 3 118                     | Olympia - Aten (Grekland) (med flygplan) Darwin - Brisbane - Sydney - Canberra - Melbourne (Australien) |                                                   |       |
| Stockholm 1956 (hästsport) | 9     | 1 000                     | 490                       | Olympia - Aten (Grekland) (med flygplan) Köpenhamn (Danmark) (med båt) Malmö - Stockholm (Sverige) |                                                   |       |
| Rom 1960                   | 14    | 2 750                     | 1 529                     | Olympia - Aten (Grekland) (med båt) Syrakusa - Catania - Messina - Reggio di Calabria - Neapel - Rom (Italien) |                                                   |       |
| Tokyo 1964                 | 51    | 20 065                    | 870                       | Olympia - Aten (Grekland) (med flygplan) Istanbul (Turkiet) - Beirut (Libanon) - Teheran (Iran) - Lahore (Pakistan) - New Delhi (Indien) - Rangoon (Burma) - Bangkok (Thailand) - Kuala Lumpur (Malaysia) - Manila (Filippinerna) - Hongkong (Hongkong) - Taipei (Taiwan) - Okinawa - Tokyo (Japan, fyra olika vägar) |                                                   |       |
| Mexico City 1968           | 51    | 13 620                    | 2 778                     | Olympia - Aten (Grekland) (med båt) Genua (Italien) (med båt) Barcelona - Madrid - Sevilla - Palos (med båt) Las Palmas de Gran Canaria (Spanien) - San Salvador, Bahamas (Bahamas) - Veracruz - Mexico City (Mexiko) |                                                   |       |
| München 1972               | 30    | 5 532                     | 6 000                     | Olympia - Aten - Thessaloniki (Grekland) - Istanbul (Turkiet) - Varna (Bulgarien) - Bukarest - Timișoara (Rumänien) - Belgrad (Jugoslavien) - Budapest (Ungern) - Wien - Linz - Salzburg - Innsbruck (Österrike) - Garmisch-Partenkirchen - München (Västtyskland) |                                                   |       |
| Montréal 1976              | 5     | 775                       | 1 214                     | Olympia - Aten (Grekland) (satellitöverföring av elektronisk puls) Ottawa - Montréal (Kanada) |                                                   |       |
| Moskva 1980                | 31    | 4 915                     | 5 000                     | Olympia - Aten - Thessaloniki (Grekland) - Sofia (Bulgarien) - Bukarest (Rumänien) - Kishinev - Kiev - Tula - Moskva (SSSR) |                                                   |       |
| Los Angeles 1984           | 83    | 15 000                    | 3 636                     | Olympia - Aten (Grekland) (med flygplan) New York – Boston – Philadelphia – Washington – Detroit – Chicago – Indianapolis – Atlanta – St. Louis – Dallas – Denver – Salt Lake City – Seattle – San Francisco – Los Angeles (USA) |                                                   |       |
| Seoul 1988                 | 26    | 15 250                    | 1 467                     | Olympia - Aten (Grekland) (med flygplan) Jeju - Busan - Seoul (Sydkorea) |                                                   |       |
| Barcelona 1992             | 51    | 6 307                     | 10 448                    | Olympia - Aten (Grekland) (med båt) Empúries - Bilbao - A Coruña - Madrid - Sevilla - Las Palmas de Gran Canaria - Málaga - Valencia - Palma de Mallorca – Barcelona (Spanien) |                                                   |       |
| Atlanta 1996               | 112   | 29 016                    | 13 267                    | Olympia - Aten (Grekland) (med flygplan) Los Angeles – Las Vegas – San Francisco – Seattle – Salt Lake City – Denver – Dallas – St. Louis – Minneapolis – Chicago – Detroit - Boston – New York – Philadelphia – Washington – Miami – Atlanta (USA) | Muhammad Ali                                      |       |
| Sydney 2000                | 127   | 27 000                    | 13 300                    | Olympia - Aten (Grekland) (med flygplan) Guam - Palau - Mikronesiska federationen - Nauru - Salomonöarna -Papua Nya Guinea - Vanuatu - Samoa - Amerikanska Samoa - Cooköarna - Tonga - Fiji - Christchurch - Wellington - Auckland (Nya Zeeland) - Uluru - Brisbane - Darwin - Perth - Adelaide - Melbourne - Canberra - Sydney (Australien) | Cathy Freeman                                     |       |
| Aten 2004                  | 142   | 86 000                    | 3 600                     | Olympia - Marathon - Aten (Grekland) (med flygplan) Sydney - Melbourne (Australien) - Tokyo (Japan) - Seoul (Sydkorea) - Peking (Folkrepubliken Kina) - Delhi (Indien) - Kairo (Egypten) - Kapstaden (Sydafrika) - Rio de Janeiro (Brasilien) - Mexico City (Mexiko) - Los Angeles - St. Louis - Atlanta - New York (USA) - Montreal (Kanada) - Antwerpen - Bryssel (Belgien) - Amsterdam (Nederländerna) - Lausanne - Genève (Schweiz) - Paris (Frankrike) - London (Storbritannien) - Madrid - Barcelona (Spanien) - Rom (Italien) - München - Berlin (Tyskland) - Stockholm (Sverige) - Helsingfors (Finland) - Moskva (Ryssland) - Kiev (Ukraina) - Istanbul (Turkiet) - Sofia (Bulgarien) - Nicosia (Cypern) - Iraklion - Thessaloniki - Patras - Aten (Grekland) | Nikolaos Kaklamanakis                             |       |
| Peking 2008                | 130   | 137 000                   |                           | Olympia - Marathon - Aten (Grekland) (med flygplan) Peking (Folkrepubliken Kina) - Almaty (Kazakstan) – Istanbul (Turkiet) – Sankt Petersburg (Ryssland) – London (Storbritannien) – Paris (Frankrike) (släckt fem gånger, Sista biten avbruten) – San Francisco (USA) – Buenos Aires (Argentina) – Dar es-Salaam (Tanzania) – Muskat (Oman) – Islamabad (Pakistan) – Bombay (Indien) – Bangkok (Thailand) – Kuala Lumpur (Malaysia) – Jakarta (Indonesia) – Canberra (Australien) – Nagano (Japan) – Seoul (Sydkorea) – Pyongyang (Nordkorea) – Ho Chi Minh-staden (Vietnam) – Taipei (Taiwan) (Taiwan har motsatt sig att facklan förs in) - Hongkong – Macao – Sanya - Wuzhishan - Wanning - Haikou - Guangzhou - Shenzhen - Huizhou - Shantou - Fuzhou - Quanzhou - Xiamen - Longyan - Ruijin - Jinggangshan - Nanchang - Wenzhou - Ningbo - Hangzhou - Shaoxing - Jiaxing - Shanghai - Suzhou - Nantong - Taizhou - Yangzhou - Nanjing - Hefei - Huainan - Wuhu - Jixi - Huangshan - Wuhan - Yichang - Jingzhou - Yueyang - Changsha - Shaoshan - Guilin - Nanning - Baise - Kunming - Lijiang - Shangri-La - Guiyang - Kaili - Zunyi - Chongqing - Guang'an - Mianyang - Guanghan - Leshan - Zigong - Yibin - Chengdu - Shannan - Lhasa - Golmud - Qinghaisjön - Xining - Ürümqi - Kashi - Shihezi - Changji - Dunhuang - Jiayuguan - Jiuquan - Tianshui - Lanzhou - Zhongwei - Wuzhong - Yinchuan - Yan'an - Yangling - Xianyang - Xi'an - Yuncheng - Pingyao - Taiyuan - Datong - Hohhot - Ordos - Baotou - Chifeng - Qiqihar - Daqing - Harbin - Songyuan - Changchun - Jilin - Yanji - Shenyang - Benxi - Liaoyang - Anshan - Dalian - Yantai - Weihai - Qingdao - Rizhao - Linyi - Qufu - Tai'an - Jinan - Shangqiu - Kaifeng - Zhengzhou - Luoyang - Anyang - Shijiazhuang - Qinhuangdao - Tangshan – Tianjin – Peking (Folkrepubliken Kina) | Li Ning                                           |       |
| London 2012                | 70    | 12 000                    | 8 000                     | Olympia • Land's End • /76 brittiska orter/ • Londons Olympiastadion | (Sju unga idrottare, varav en var Desirèe Henry.) |       |
| Rio de Janeiro 2016        | 107   | 20 000                    | 12 000                    | Olympia • /10 grekiska orter/ • Lausanne • Genève • Brasilia • /338 brasilianska orter/ • Maracanã (Rio de Janeiro) | Vanderlei de Lima                                 |       |
| Tokyo 2020                 | xxx   | xxx                       | xxx                       | xxx | Naomi Osaka                                       |       |
| Paris 2024                 | xxx   | xxx                       | xxx                       | xxx | Teddy Riner och Marie-José Pérec                  |       |

### Vinter-OS
| OS-ort                 | Dagar | Total längd (i kilometer) | Totalt antal fackelbärare | Rutt | Sista fackelbäraren                                                                                       | Noter |
| ---------------------- | ----- | ------------------------- | ------------------------- | --- | --- | ----- |
| Oslo 1952              | 2     | 225                       | 94                        | Morgedal – Oslo (Norge) | |       |
| Cortina d'Ampezzo 1956 | 5     |                           |                           | Rom (med flygplan) Venedig – Cortina d'Ampezzo (Italien) | Guido Caroli                                                                                              |       |
| Squaw Valley 1960      | 19    | 960                       | 700                       | Morgedal – Oslo (Norge) (med flygplan) Los Angeles – Fresno – Squaw Valley (USA) | |       |
| Innsbruck 1964         | 8     |                           |                           | Olympia – Aten (Grekland) (med flygplan) Wien – Innsbruck (Österrike) | |       |
| Grenoble 1968          | 50    | 7 222                     | 5 000                     | Olympia – Aten (Grekland) (med flygplan) Paris – Strasbourg – Lyon – Bordeaux – Toulouse – Marseille – Nice – Chamonix – Grenoble (Frankrike) | |       |
| Sapporo 1972           | 38    | 18 741                    | 16 300                    | Olympia – Aten (Grekland) (med flygplan) Okinawa (med flygplan) Tokyo – Sapporo (Japan) | |       |
| Innsbruck 1976         | 6     | 1 618                     |                           | Olympia – Aten (Grekland) (med flygplan) Wien (route nr. 1) Linz – Salzburg – Innsbruck (route nr. 2) Graz – Klagenfurt – Innsbruck (Österrike) | Christl Haas och Josef Feistmantl                                                                         |       |
| Lake Placid 1980       | 15    | 12 824                    | 52                        | Olympia – Aten (Grekland) (med flygplan) Shannon (Republiken Irland) Langley Air Force Base, Hampton – Washington – Baltimore – Philadelphia – New York – Albany – Lake Placid (USA) | |       |
| Sarajevo 1984          | 11    | 5 289                     | 1 600                     | Olympia – Aten (Grekland) (med flygplan) Dubrovnik (route nr. 1) Split – Ljubljana – Zagreb - Sarajevo (route nr. 2) Skopje – Novi Sad – Belgrad – Sarajevo (Jugoslavien) | |       |
| Calgary 1988           | 95    | 18 000                    | 6 250                     | Olympia – Aten (Grekland) (med flygplan) St. John’s, Newfoundland – Quebec – Montreal – Ottawa – Toronto – Winnipeg – Inuvik – Vancouver – Edmonton – Calgary (Kanada) | |       |
| Albertville 1992       | 58    | 5 500                     | 5 500                     | Olympia – Aten (Grekland) (on Concorde) Paris – Nantes – Le Havre – Lille – Strasbourg – Limoges – Bordeaux – Toulouse – Ajaccio – Nice – Marseille – Lyon – Grenoble – Albertville (Frankrike) | François-Cyrille Grange (den yngste någonsin) och Michel Platini                                          |       |
| Lillehammer 1994       | 82    | 12 000                    | 7 000                     | Olympia – Aten (Grekland) (med flygplan) Morgedal – Bergen – Trondheim – Tromsø – Svalbard – Oslo - Lillehammer (Norge) | |       |
| Nagano 1998            | 51    | 3 486                     | 6 901                     | Olympia – Aten (Grekland) (med flygplan) Tokyo (route nr. 1) Hokkaidō – Chiba – Tokyo – Nagano (route nr. 2) Okinawa – Hiroshima – Kyoto – Nagano (route nr. 3) Kagoshima – Osaka – Shizuoka – Nagano (Japan) | |       |
| Salt Lake City 2002    | 85    | 21 275                    | 12 012                    | Olympia – Aten (Grekland) (med flygplan) Atlanta – Miami – Houston – Dallas - Memphis – Pittsburgh - Cumberland, Maryland – Washington – Baltimore – Philadelphia – New York – Boston – Lake Placid – Cleveland – Chicago – Detroit – Indianapolis –Lexington - St. Louis – Los Angeles – San Francisco – Squaw Valley – Seattle – Juneau – Denver – Salt Lake City (USA)      | |       |
| Turin 2006             | 75    | 11 300                    | 10 000                    | Olympia – Aten (Grekland) (med flygplan) Rom – Florens – Genua – Cagliari – Palermo – Neapel – Bari – Ancona (Italien) – San Marino (San Marino) – Bologna – Venedig – Trieste (Italien) Ljubljana (Slovenien) Klagenfurt (Österrike) Trento – Cortina d'Ampezzo – Milano (Italien) Lugano (Schweiz) Bardonecchia (Italien) Grenoble – Albertville (Frankrike) Turin (Italien) | |       |
| Vancouver 2010         | 76    | 45 000                    | 12 000                    | Olympia • Victoria • /106 kanadensiska orter/ • BC Place (Vancouver) | Wayne Gretzky, Rick Hansen, Steve Nash och Catriona Le May Doan. Wayne Gretzky tände även en eld utomhus. |       |
| Sotji 2014             | 123   | 65 000                    | 15 000                    | Olympia • /34 grekiska orter/ • Moskva • /2 900 ryska orter/ • Sotji | Irina Rodnina och Vladislav Tretiak                                                                       |       |
| Pyeongchang 2018       | 101   | 2 018 km                  | 7 500                     | Olympia • /25 grekiska orter/ • Aten • Panathinaikostadion • /79 koreanska orter • Pyeongchangs Olympiastadion | Kim Yuna                                                                                                  |       |
| Peking 2022            | xxx   | xxxx km                   | xxxx                      | Olympia • | Zhao Jiawen och Dinigeer Yilamujiang                                                                      |       |
| Milano 2026            | xxx   | xxxx km                   | xxxx                      | Olympia • | X |       |